# 바빌로니아 수학

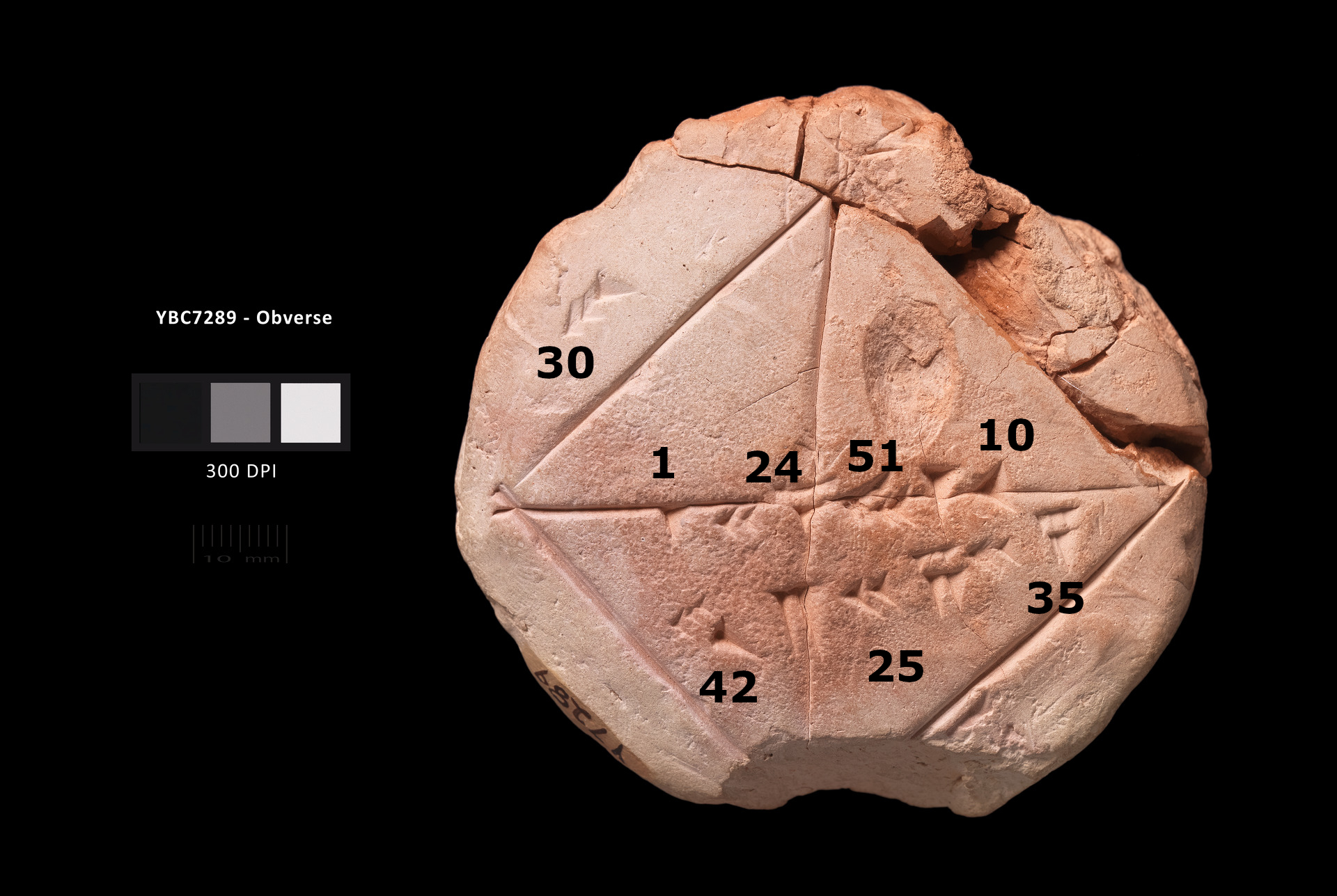
주석이 달린 바빌로니아 점토판 YBC 7289. 위 대각선은 제곱근 2의 근삿값을 네 개의 육십진수 1 24 51 10으로 표시한 것으로, 십진법으로 변환하면
1 + 24/60 + 51/60 ^{2} + 10/60 ^{3} = 1.41421296... 가 된다. 아래 대각선은 정사각형의 한 변이 30일때, 대각선의 길이의 근삿값은 42 25 35, 십진법으로 42.4263888...임을 보여주고 있다.

바빌로니아 수학 또는 아시리아-바빌로니아 수학 은  고바빌로니아 시대(기원전 1830~1531년)부터 기원전 3~4세기의 셀레우코스 시대까지 메소포타미아 사람들이 연구하고 실행한 수학이다. 바빌로니아 수학은 천년 이상 동안 그 성격과 내용이 일정하게 유지되었다.
고대 이집트 수학과 관련된 유물이 부족한 반면에, 바빌로니아 수학은 1850년대 이후 발굴된 수백 개의 점토판에서 알 수 있다. 현재까지 발굴된 대부분의 점토판들은 BC 1800년에서 1600년 사이에 만들어졌으며, 분수, 대수, 2차 및 3차 방정식, 피타고라스 정리 등의 주제를 다루고 있다. 바빌로니아 점토판 YBC 7289는 {\displaystyle {\sqrt {2}}}의 근삿값을 육십진법으로 소수점 밑 셋째자리까지 정확하게 나타내고 있다.

## 바빌로니아 수학의 기원
바빌로니아 수학은 고대 근동에서 쐐기 문자로 쓰인 숫자와 보다 진보된 수학적 관행의 범위이다. 역사적으로 연구는 기원전 2천년대 초의 고바빌로니아 시대에 집중되어 왔다. 바빌로니아 수학의 최초 출현 시기에 대해서는 논란이 있으나, 역사가들은 대체로 기원전 5천년에서 3천년 사이로 추정하고 있다. 바빌로니아의 수학은 주로 아카드어와 수메르어로 된 쐐기 문자로 점토판에 기록되었다.

## 바빌로니아 숫자
바빌로니아는 육십진법을 기수법으로 사용했으며, 현재 1분이 60초, 1시간이 60분, 원이 360도인 것 또한 여기서 유래된 것이다. 바빌로니아인들이 수학에서 큰 발전을 이룰 수 있었던 데에는 두 가지 이유가 있는데 첫째, 숫자 60은 1, 2, 3, 4, 5, 6, 10, 12, 15, 20, 30, 60(합성수인 것 포함)의 인수를 가지는 우수한 합성수이므로 분수 계산이 용이하며, 이집트인과 로마인과 달리 바빌로니아인은 왼쪽 열에 쓰여진 숫자가 더 큰 값을 나타내는 진정한 위치 기수법을 사용했다.(10진법 시스템에서 734 = 7×100 + 3×10 + 4×1과 유사).

## 고바빌로니아 수학(기원전 2000~1600년)

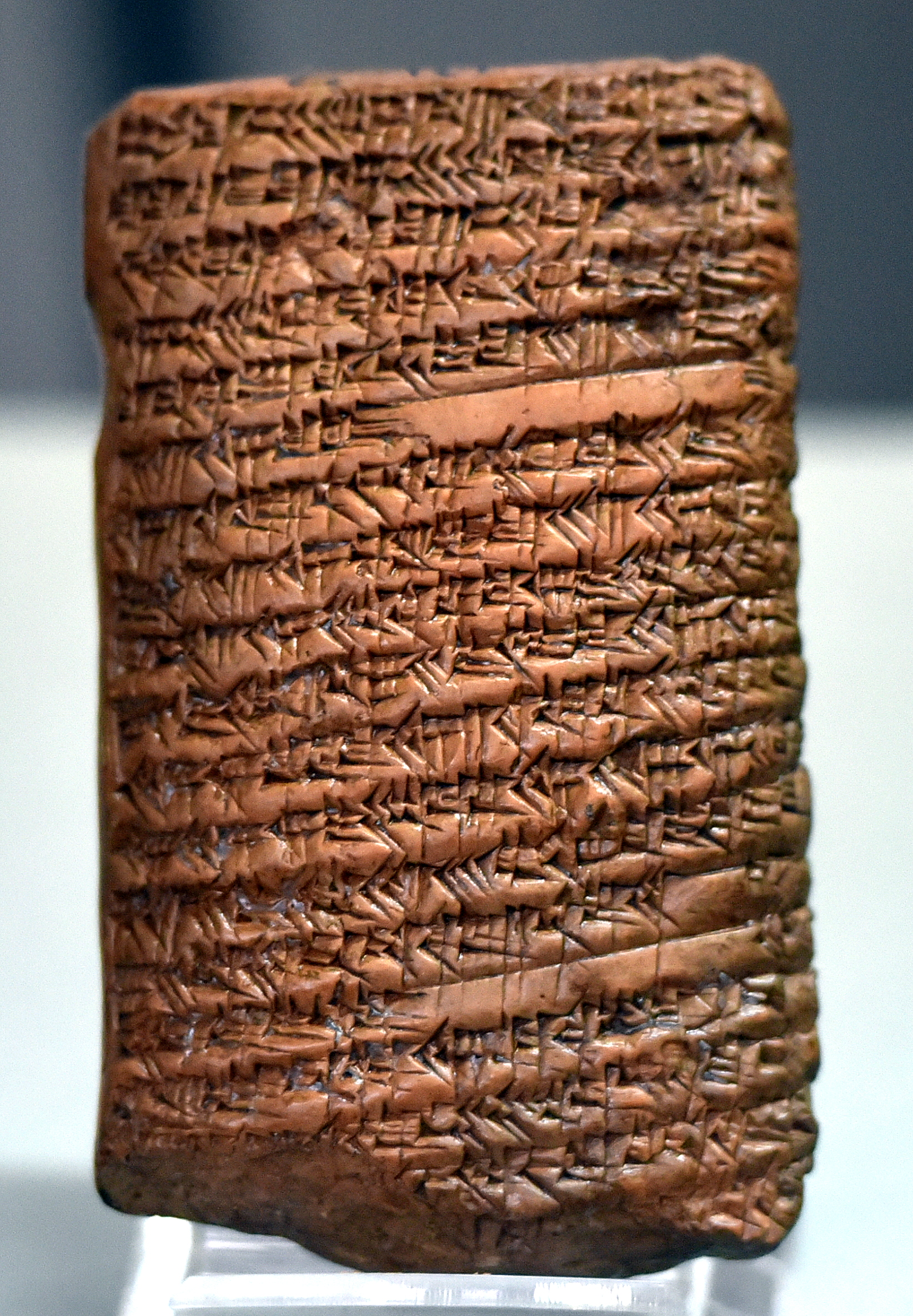
점토판, 수학적, 기하 대수적으로 피타고라스의 정리와 유사하다. 이라크의 텔 알-다바이에서 발굴. 기원전 2003년–1595년. 이라크 박물관

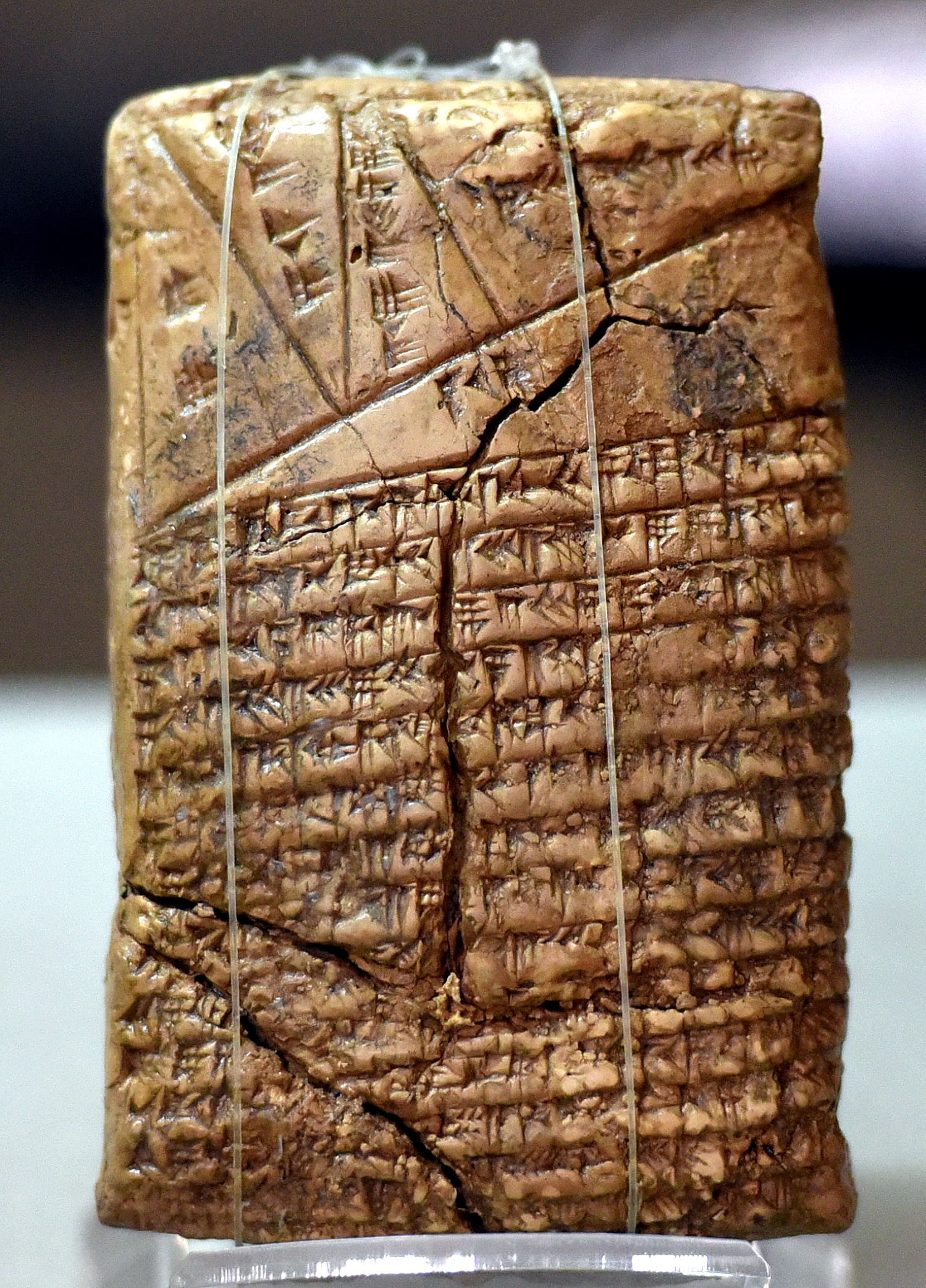
점토판, 수학적, 기하 대수적으로 유클리드 기하학과 유사하다. 이라크의 텔 하르말에서 발굴. 기원전 2003년–1595년. 이라크 박물관

### 산술
바빌로니아인들은 산술을 돕기 위해 미리 계산된 표를 사용했다. 예를 들어, 1854년 유프라테스 강의 센케라에서 발견된 두 개의 석판은 기원전 2000년 경에 만들어졌는데, 59까지의 숫자 제곱 과 32까지의 숫자 세제곱수가 적혀 있었다. 바빌로니아인들은 제곱의 목록과 다음 공식을 함께 사용했다.
{\displaystyle ab={\frac {(a+b)^{2}-a^{2}-b^{2}}{2}}}
{\displaystyle ab={\frac {(a+b)^{2}-(a-b)^{2}}{4}}}
곱셈을 단순화한다.
바빌로니아인들은 장제법을 알지는 못했으나, 대신 소인수가 2, 3 또는 5인 수로만 구성된 유한한 역수를 가지는 수들의 표를 통한 그들만의 방법인
{\displaystyle {\frac {a}{b}}=a\times {\frac {1}{b}}}
를 개발했다.
1/7, 1/11, 1/13 등의 역수는 60진법 표기법에서는 유한한 표현이 불가능한데, 1/13을 계산하거나 어떤 숫자를 13으로 나누기 위해 바빌로니아인들은 다음과 같은 근사치를 사용했다.
{\displaystyle {\frac {1}{13}}={\frac {7}{91}}=7\times {\frac {1}{91}}\approx 7\times {\frac {1}{90}}=7\times {\frac {40}{3600}}={\frac {280}{3600}}={\frac {4}{60}}+{\frac {40}{3600}}.}

### 대수학
바빌로니아 점토판 YBC 7289(  1800–1600 BC경 )에 기록된 √2 를 4자리 육십진수로 근사화한 𒐕 𒌋𒌋𒐼 𒐐𒐕 𒌋 = 1;24,51,10 은 약 6자리 소수점까지 정확한 값으로 √2 를 3자리 60진수로 가장 정확하게 표현한 것이다.
{\displaystyle 1+{\frac {24}{60}}+{\frac {51}{60^{2}}}+{\frac {10}{60^{3}}}={\frac {30547}{21600}}=1.41421{\overline {296}}.}
바빌로니아 수학자들은 미리 계산된 표를 활용한 산술적 계산뿐만 아니라 방정식을 푸는 대수적 방법도 개발했는데, 이차 방정식을 풀 때는 근의 공식을 사용했다.
{\displaystyle \ x^{2}+bx=c}
이때 b 와 c는 반드시 정수는 아니지만 c는 항상 양수이다. 이 형태의 방정식에 대한 해는 다음과 같다는 것을 알고있었다:
{\displaystyle x=-{\frac {b}{2}}+{\sqrt {\left({\frac {b}{2}}\right)^{2}+c}}}
또한 바빌로니아인들은 나누기와 평균을 사용하여 효율적으로 제곱근을 찾았다. 이 유형의 문제에는 넓이가 주어졌을 때 직사각형의 치수와 길이가 너비를 초과하는 양을 구하는 것이 포함되었다.
n 3 + n 2 표는 특정 삼차 방정식을 푸는 데 사용되었다.
{\displaystyle \ ax^{3}+bx^{2}=c.}
다음 방정식을 a2로 곱하고 b3 로 나누면 다음과 같다.
{\displaystyle \left({\frac {ax}{b}}\right)^{3}+\left({\frac {ax}{b}}\right)^{2}={\frac {ca^{2}}{b^{3}}}.}
y = ax / b 로 대입하면 다음과 같다.
{\displaystyle y^{3}+y^{2}={\frac {ca^{2}}{b^{3}}}}
이제 n 3  + n 2에서 우항과 가장 가까운 값을 찾으면 답을 구할 수 있다.

### 증가
바빌로니아인들은 기하급수적 증가, 시그모이드 함수 형태를 통한 제약적 증가, 그리고 배가 시간을 모델화했으며, 후자는 대출 이자를 계산할 때 사용했다.
기원전 2000년경의 점토판에는 "매월 1/60의 이자율(복리 없음)이 주어졌을 때 이자와 원금을 합친 값이 원금의 2배가 되는 시간을 계산하라"라는 문제가 적혀있었다. 이 문제에서 연간 이자율은 12/60 = 20%가 이므로, 따라서 배가 시간은 연간 100% 성장/20% 성장 = 5년이 된다.

### 플림톤 322
플림톤 322 점토판에는 {\displaystyle a^{2}+b^{2}=c^{2}}의 해에 상응하는 피타고라스 삼조 정수들 {\displaystyle (a,b,c)}들이 적혀있다.

이 주제에 대해 많은 글이 쓰여졌는데, 그 중에는 이 점토판이 초기 삼각법 표 역할을 했을 것이라는 추측도 있다. 당시 서예가들에게 익숙하거나 접근 가능한 방법을 기준으로 석판을 보는 데 주의를 기울여야 한다.
[...] "점토판은 어떻게 계산되었는가?"라는 질문은 "점토판은 어떤 문제를 설정했는가?"라는 질문과 동일한 답을 가질 필요는 없다. 첫 번째 질문은 반세기 전에 처음 제안된 것처럼 상호 쌍으로 가장 만족스럽게 답할 수 있으며 두 번째 질문은 일종의 직각 삼각형 문제로 답할 수 있다.

### 기하학
바빌로니아인들은 .원의 둘레를 지름의 3배로 측정하고, 넓이를 둘레의 제곱의 1/12로 측정했는데, 이는 π = 3으로 추정해 부피와 면적을 측정하는 일반적인 규칙을 알고 있었다 1936년 수사 근처에서 발굴된 고대 바빌로니아 수학판(기원전 19~17세기로 추정)은 π 에 대한 더 나은 근사치를 25/8 = 3.125로 제시했는데 이는 정확한 값보다 약 0.5% 낮다. 원기둥의 부피는 밑면과 높이의 곱으로 계산되었지만, 원뿔이나 정사각뿔의 절두체의 부피는 높이와 밑면의 합의 절반의 곱으로 잘못 알려져있었다. 피타고라스의 법칙은 바빌로니아인들에게도 알려져 있었다.   
"바빌로니아 마일"은 약 11.3 km에 해당하는 거리 측정 단위였다. 거리 측정은 결국 태양의 이동 거리를 측정하는 데 사용되는 "시간 마일"로 변환되어 시간을 나타낸다.
바빌로니아 천문학자들은 항성의 일출과 일몰, 행성의 운동, 일식과 월식에 대해 자세한 기록을 남겼는데, 이를 위해서는 천구에서 측정한 각거리에 대한 지식이 필요했다.
또한 1950년대에 오토 노이게바우어가 발견한 천체력을 통해 푸리에 급수의 한 형태를 사용해 계산했다는 것이 밝혀졌다.  천체의 움직임을 계산하기 위해 바빌로니아인들은 기본적인 산술과 황도 (태양과 행성이 지나는 하늘의 일부)에 기반한 좌표 체계를 사용했다.
대영박물관에 보관된 석판은 기원전 350~50년경에 쓰여진 점토판은 바빌로니아인들이 추상적인 수학적 공간 속의 사물에 대한 개념을 갖기까지 했다는 증거를 제공한다. 이를 통해 바빌로니아인들이 예전에 생각했던 것보다 훨씬 더 일찍 기하학을 이해하고 사용했다는 사실이 밝혀졌다. 바빌로니아인들은 이전 14세기 유럽에서 처음 시작된 걸로 알려졌던 곡선 아래에 사다리꼴을 그려 곡선 아래의 면적을 추정하는 방법을 더 이전에 사용해 목성이 특정 시간 동안 이동한 거리를 계산했다는 것이 밝혀졌다.

## 같이 보기
- 바빌로니아
- 바빌로니아 천문학
- 수학의 역사
- 아라비아 수학

## 참고 자료
- Berriman, A. E. (1956). 《The Babylonian quadratic equation》.
- Boyer, C. B. (1989).  Merzbach, Uta C., 편집. 《A History of Mathematics》 2 rev.판. New York: Wiley. ISBN 0-471-09763-2.  (1991 pbk ed. ISBN 0-471-54397-7).
- Høyrup, Jens. 〈Pythagorean 'Rule' and 'Theorem' – Mirror of the Relation Between Babylonian and Greek Mathematics〉.   Renger, Johannes. 《Babylon: Focus mesopotamischer Geschichte, Wiege früher Gelehrsamkeit, Mythos in der Moderne. 2. Internationales Colloquium der Deutschen Orient-Gesellschaft 24.–26. März 1998 in Berlin》 (PDF). Berlin: Deutsche Orient-Gesellschaft / Saarbrücken: SDV Saarbrücker Druckerei und Verlag. 393–407쪽.
- Joseph, G. G. (2000). 《The Crest of the Peacock》. Princeton University Press. ISBN 0-691-00659-8.
- Joyce, David E. (1995). “Plimpton 322”.
- Neugebauer, Otto (1969). 《The Exact Sciences in Antiquity》 2판. Dover Publications. ISBN 978-0-486-22332-2.
- Muroi, Kazuo (2022). “Sexagesimal Calculations in Ancient Sumer”. arXiv:2207.12102 [math.HO].
- O'Connor, J. J.; Robertson, E. F. (December 2000). “An overview of Babylonian mathematics”. 《MacTutor History of Mathematics》.
- Robson, Eleanor (2001). “Neither Sherlock Holmes nor Babylon: a reassessment of Plimpton 322”. 《Historia Math.》 28 (3): 167–206. doi:10.1006/hmat.2001.2317. MR 1849797.
- Robson, E. (2002). “Words and pictures: New light on Plimpton 322”. 《American Mathematical Monthly》 (Washington) 109 (2): 105–120. doi:10.1080/00029890.2002.11919845. JSTOR 2695324.
- Robson, E. (2008). 《Mathematics in Ancient Iraq: A Social History》. Princeton University Press.
- Toomer, G. J. (1981). 《Hipparchus and Babylonian Astronomy》.